# Sternidius alpha
Sternidius alpha là một loài bọ cánh cứng trong họ Cerambycidae.